# Aleyrodes pruinosus
Aleyrodes pruinosus là một loài côn trùng cánh nửa trong họ Aleyrodidae, phân họ Aleyrodinae.
Aleyrodes pruinosus được Bemis miêu tả khoa học đầu tiên năm 1904.